# Uduc
Uduc is een plaats in de regio South West in West-Australië.

## Geschiedenis
Maurice B. Smith was de eerste kolonist die zich in de streek vestigde. Hij bouwde er de 'Uduc Homestead'. William Crampton was een andere pionier die zich tussen 1840 en 1860 in Uduc land opnam.
Op 24 juli 1899 werd in Uduc een schooltje geopend. Het was actief tot 1921 waarna het schoolgebouw als gemeenschapszaal werd gebruikt. In de jaren 1950 werd naast het oude schoolgebouw een nieuwe gemeenschapszaal gebouwd.
In 1919 werd de 'Uduc Progress Association' opgericht. Het legde onder meer tennisvelden aan. Terugkerende soldaten na de Eerste Wereldoorlog werden middels Soldier Settlement Schemes in de streek gevestigd. De overheid kocht het landgoed Uduc op, legde het droog en irrigeerde het.

## Beschrijving
Uduc maakt deel uit van het lokale bestuursgebied (LGA) Shire of Harvey, waarvan Harvey de hoofdplaats is.
In 2021 telde Uduc 374 inwoners, tegenover 410 in 2006. Minder dan 5% van de bevolking is van inheemse afkomst.

## Ligging
Uduc ligt nabij de Old Coast Road, tegenwoordig de 'Forrest Highway', 140 kilometer ten zuiden van de West-Australische hoofdstad Perth, 45 kilometer ten noordnoordoosten van Bunbury en iets meer dan 10 kilometer ten westen van Harvey.

## Links
- (en) Shire of Harvey
- (en) Harvey History Online

Acton Park · Alexandra Bridge · Allanson · Augusta · Balingup · Benger · Binningup · Boyanup · Boyup Brook · Bramley · Bridgetown · Brookhampton · Brunswick Junction · Bunbury · Burekup· Busselton · Capel · Carbunup River · Chowerup · Collie · Cookernup · Cowaramup · Cundinup · Dardanup · Deanmill · Dingup · Dinninup · Donnelly River · Donnybrook · Dunsborough · Elgin · Ferguson · Forest Grove · Forrest Beach · Gnarabup · Gracetown · Greenbushes · Harvey · Hester · Jardee · Jarrahwood · Karridale · Kirup · Kudardup · Kulikup · Ludlow · Manjimup · Margaret River · Mayanup · Metricup · Mullalyup · Myalup · Nannup · Northcliffe · Nyamup · Pemberton · Peppermint Grove Beach · Prevelly · Quindalup · Quinninup · Roelands · Rosa Brook · Shotts · Stratham · Uduc · Vasse · Walpole · Waterloo · Wilga · Windy Harbour · Witchcliffe · Wilyabrup · Wokalup · Wonnerup · Worsley · Yallingup · Yalup Brook · Yarloop · Yoongarillup · Yornup